# 배준현
배준현(裵俊炫, 1973년 2월 8일 ~ )은 대한민국의 정치인이다. 국민의당 비상대책위원과 민주평화당 최고위원, 민생당 비상대책위원장을 역임했고 2021년 재보궐선거에서 민생당 소속으로 부산광역시장 후보로 나서기도 했다. 현재는 국민의힘 부산 살리는 선거대책위원회 선거대책위원장단 공동선거대책위원장이다.

## 학력
- 우암국민학교 졸업
- 감만중학교 졸업
- 부산남일고등학교 졸업
- 부산대학교 정치외교학과 졸업
- 부산대학교 대학원 정치외교학과 석사 수료

## 경력
- 1997 새정치국민회의 대학생위원회 정책특보
- 1997 새정치국민회의 제15대 대통령 선거 김대중 후보 선거대책위원회 대학생정책위원
- 2000 10·26 재보선 부산광역시의원 후보
- 2001 새시대새정치연합청년회 수영구회장
- 2001 새시대새정치연합청년회 부산광역시지부 사무처장
- 2002 새천년민주당 제16대 대통령 선거 노무현 후보 부산선거대책위원회 대변인실 공보팀장
- 2002 개혁국민정당 부산시당 대변인
- 2002 개혁국민정당 부산시당 남구 지구당 위원장
- 2006 제5대 부산 남구의원 후보
- 2012 민주통합당 제18대 대통령 선거 문재인 후보 부산선거대책위원회 부대변인
- 2012 민주통합당 제18대 대통령 선거 문재인 후보 부산시당 수영구 선거대책위원회 위원장
- 2013 민주당 상향식공천제도혁신위원회 위원
- 2013 민주당 부산시당 지방선거기획단 공동기획단장
- 2013 민주당 부대변인
- 2013 민주당 당무위원회 위원
- 2013 민주당 조직강화특별위원회 위원
- 2014 새정치민주연합 부산시당 혁신위원회 위원
- 2014 새정치민주연합 선거관리위원회 위원
- 2014 새정치민주연합 정책위원회 부의장
- 2014 새정치민주연합 부산시당 수영구 지역위원회 위원장
- 2015 더불어민주당 부산시당 수영구 지역위원회 위원장
- 2016 제20대 국회의원 후보
- 2016 국민의당 부산시당 수영구 지역위원장
- 2016 국민의당 정책위원회 부의장
- 2016 국민의당 부산시당 위원장
- 2016 국민의당 비상대책위원회 위원
- 2017 국민의당 제19대 대통령 선거 안철수 후보 부산선거대책위원회 공동위원장
- 2017 국민의당 조직강화특별위원회 위원
- 2018 민주평화당 부산시당 수영구 지역위원회 위원장
- 2018 민주평화당 부산시당 위원장
- 2018 민주평화당 최고위원
- 2020 대안신당 부산시당 수영구 지역위원회 위원장
- 2020 대안신당 부산시당 위원장
- 2020 민생당 부산시당 수영구 지역위원회 위원장
- 2020 제21대 국회의원 후보
- 2020 민생당 부산시당 위원장
- 2020 민생당 비상대책위원회 위원
- 2021 4.7 재보궐선거 민생당 부산광역시장 후보
- 2022 국민의힘 입당
- 2022 국민의힘 제20대 대통령 선거 선거대책본부 직능본부 행동하는양심운동 본부장
- 2022 국민의힘 부산 살리는 선거대책위원회 선거대책위원장단 공동선거대책위원장

## 저서
공저
- 《DJ에게 배워라》 (새빛, 2012) ISBN 9788992454766

역저
- 《국가와 혁명》 (보문, 2015) ISBN 9788989410157

## 역대 선거 결과
|  | 18.8% |

|  | 20.90% |

|  | 21.81% |

|  | 2.01% |

|  | 0.47% |